# Lutas nos Jogos Olímpicos Intercalados de 1906

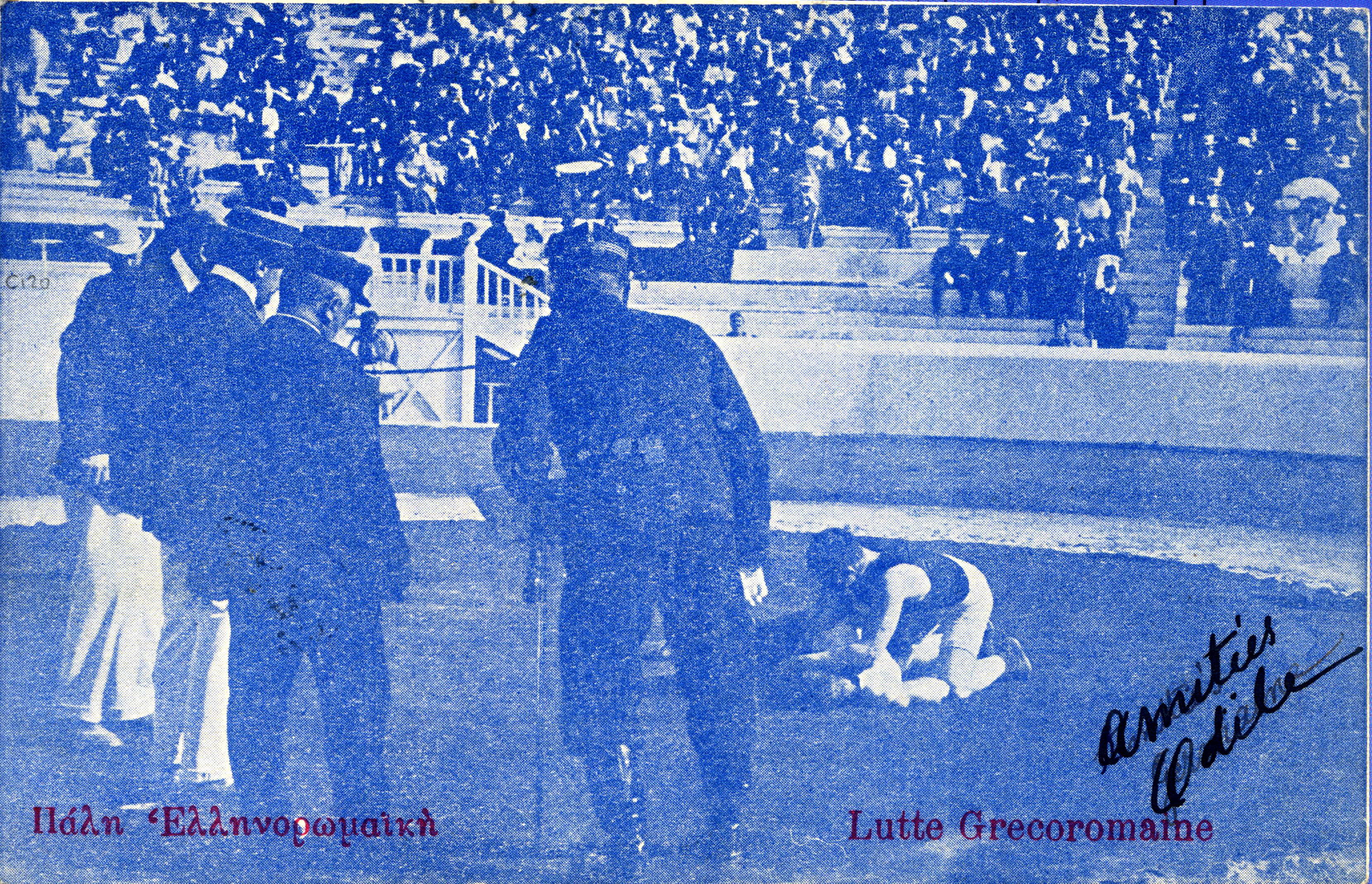
Luta greco-romana. Cartão postal de 1906

Nos Jogos Olímpicos Intercalados de 1906 em Atenas, 4 eventos de luta foram realizados, todas no estilo greco-romana para homens. Denominados Jogos Intercalados, a edição de 1906 não é considerada oficial pelo Comitê Olímpico Internacional.

## Medalhistas
Masculino
| Evento | Ouro                     | Prata                    | Bronze                     |
| ------ | ------------------------ | ------------------------ | -------------------------- |
| Leve   | Rudolf Watzl Áustria     | Carl Carlsen · Dinamarca | Ferenc Holubán Hungria     |
| Médio  | Verner Weckman Finlândia | Rudolf Lindmayer Áustria | Robert Behrens · Dinamarca |
| Pesado | Søren Jensen · Dinamarca | Henri Baur Áustria       | Marcel Dubois · Bélgica    |
| Geral  | Søren Jensen · Dinamarca | Verner Weckman Finlândia | Rudolf Watzl Áustria       |

## Quadro de medalhas
| Ordem | País      | Medalha de ouro | Medalha de prata | Medalha de bronze | Total |
| ----- | --------- | --------------- | ---------------- | ----------------- | ----- |
| 1     | Dinamarca | 2               | 1                | 1                 | 4     |
| 2     | Áustria   | 1               | 2                | 1                 | 4     |
| 3     | Finlândia | 1               | 1                | 0                 | 2     |
| 4     | Bélgica   | 0               | 0                | 1                 | 1     |
| 4     | Hungria   | 0               | 0                | 1                 | 1     |
|       |           |                 |                  |                   |       |
| Total | Total     | 4               | 4                | 4                 | 12    |